# Andrzej Munk
Andrzej Munk (ur. 16 października 1921 w Krakowie, zm. 20 września 1961 w Łowiczu) – polski reżyser filmowy, w latach 1957–1961 wykładowca w Państwowej Wyższej Szkole Filmowej w Łodzi, jeden z przedstawicieli nurtu zwanego polską szkołą filmową.
W latach 1943–1944 należał do konspiracji w ramach Oddziałów Wojskowych Powstańczego Pogotowia Socjalistów, uczestniczył również w powstaniu warszawskim. W 1951 ukończył studia na Wydziale Operatorskim oraz Wydziale Reżyserii Państwowej Wyższej Szkoły Filmowej w Łodzi. Początkowo pracował w branży filmowej jako operator oraz realizator socrealistycznych filmów dokumentalnych. Począwszy od 1955, kiedy nakręcił film paradokumentalny Błękitny krzyż (nagrodzony na Międzynarodowym Festiwalu Filmowym w Wenecji), reżyserował już głównie filmy fabularne. W 1956 nakręcił pierwszy film polski podejmujący rozrachunek z okresem stalinizmu – Człowieka na torze (nagrodzonego na Międzynarodowym Festiwalu Filmowym w Karlowych Warach).
Renomę wpływowej osobowości w polskiej kinematografii zdobył przede wszystkim jako twórca tragikomicznych dzieł dokonujących rozrachunku z czasami II wojny światowej (Eroica, 1957; Zezowate szczęście, 1960), natomiast powszechne międzynarodowe uznanie – za sprawą niedokończonego dramatu wojennego Pasażerka (1963), poświęconego życiu w obozie koncentracyjnym Auschwitz-Birkenau. Przedwczesna śmierć Munka w wypadku samochodowym opóźniła premierę Pasażerki (zmontowanej ostatecznie przez Witolda Lesiewicza) o dwa lata, jednak film okazał się pośmiertnym triumfem reżysera.
Twórczość Munka stanowiła polemikę z mitami heroicznymi narodu polskiego, porównywalną z dziełami literackimi Witolda Gombrowicza, jednocześnie była głęboko osadzona w kontekście kultury polskiej. Na dziełach Munka wzorowali się między innymi Kazimierz Kutz, Krzysztof Kieślowski oraz Marek Koterski. Od 1965 przyznawana jest nagroda jego imienia dla najlepszych debiutantów. W 2008 powstało Studio „Młodzi i Film” im. Andrzeja Munka działające przy Stowarzyszeniu Filmowców Polskich, produkujące filmy krótkometrażowe oraz pełnometrażowe debiuty fabularne.

## Życiorys

### Młodość i wykształcenie
Urodził się 16 października 1921 w Krakowie, w zasymilowanej żydowskiej rodzinie Ludwika Munka (1886–1961) i Antoniny z domu Frisch (ur. 1890). Miał dwie starsze siostry: Krystynę Magdalenę po mężu MacDonald (1913–1999) i Joannę Halinę (1916–1996), w latach 1940–1946 żonę Józefa Cyrankiewicza, a następnie Anatola Leszczyńskiego. Uczęszczał do VIII Państwowego Gimnazjum Matematyczno-Przyrodniczego im. Augusta Witkowskiego w Krakowie. Maturę uzyskał w czerwcu 1939. We wrześniu 1939 uczestniczył w działaniach obronnych w Junackich Hufcach Pracy na Śląsku. Gdy jego oddział został rozbity, Munk wycofał się na wschód, a następnie powrócił do Krakowa.
W marcu 1940, podczas okupacji niemieckiej, Munkowie przenieśli się do Warszawy. Tam przyszły reżyser ukrywał się wraz z rodziną oraz imał różnych zajęć dorywczych, między innymi w firmie budowlanej. W 1942 zmienił nazwisko na Andrzej Wnuk. W latach 1943–1944 należał do konspiracji w ramach Oddziałów Wojskowych Powstańczego Pogotowia Socjalistów. Jesienią 1943 uciekł podczas rewizji przeprowadzanej przez Niemców w jego mieszkaniu przy ulicy Gdańskiej 2. Ukrywał się później u przyjaciela na obrzeżach Ostrowca Świętokrzyskiego. W lipcu 1944 jako strzelec „Mateusz” otrzymał przydział w Obwodzie „Żywiciel” (Żoliborz) Warszawskiego Okręgu Armii Krajowej do IV Batalionu OW PPS im. Jarosława Dąbrowskiego, w 2 kompanii im. Komuny Paryskiej – pluton 219/I. W szeregach tego oddziału brał udział w powstaniu warszawskim. Po jego niepowodzeniu był więziony przez Niemców, ale udało mu się uciec z transportu do obozu przejściowego w Pruszkowie. Przez resztę wojny pracował jako robotnik niedaleko Krakowa, a dzięki pomocy zakopiańskich przyjaciół udało mu się doczekać wkroczenia wojsk sowieckich do Krakowa.
Po zakończeniu II wojny światowej Munk uczestniczył w odbudowie Warszawy. W 1946 studiował architekturę na Politechnice Warszawskiej, a w 1947 prawo na Uniwersytecie Warszawskim – w obu przypadkach jednak musiał przerwać studia na skutek gruźlicy. Wyleczył się z niej dopiero po rocznej rekonwalescencji w prewentoriach i uzdrowiskach. 30 września 1948 został przyjęty do Państwowej Wyższej Szkoły Filmowej w Łodzi. Ukończył ją w 1951 na Wydziale Operatorskim oraz Wydziale Reżyserii, wyróżniwszy się jako student. W międzyczasie angażował się w działalność polityczną; w latach 1946–1948 był członkiem Polskiej Partii Socjalistycznej, a po jej połączeniu z Polską Partią Robotniczą wstąpił do Polskiej Zjednoczonej Partii Robotniczej. Został z niej usunięty dyscyplinarnie w 1952, formalnie na skutek donosu na jego zachowanie podczas biesiady w jednym z warszawskich hoteli, a faktycznie – ze względu na jego PPS-owskie korzenie, których się nie wyparł.

### Twórczość dokumentalna
Andrzej Munk zadebiutował jako operator w 1948. Z kolei swoją działalność reżyserską zapoczątkował etiudami dokumentalnymi, które stanowiły jego prace dyplomowe. Sztuka młodych (1950) dokumentowała Zlot Młodzieży Szkół Artystycznych w Poznaniu, podczas gdy Nauka bliżej życia (1951, pierwotnie pod tytułem Kongres Nauki), nakręcona podczas pracy w Wytwórni Filmów Dokumentalnych, była reportażem z I Kongresu Nauki Polskiej w Warszawie. Za realizację Nauki bliżej życia Munk otrzymał 11 września 1951 dyplom uczelni z wynikiem bardzo dobrym.
Pierwsze jego dzieła poza uczelnią – Kierunek – Nowa Huta! (1951) o powstawaniu tytułowej dzielnicy Krakowa oraz Bajka (1952), będąca zapisem koncertu Filharmonii Warszawskiej – były produktami realizowanymi wedle sztywnych zasad socrealizmu. Kolejne jego filmy dokumentalne, jakkolwiek utrzymane w stylu propagandowym, zostały jednak docenione za formę artystyczną. W Pamiętnikach chłopów (1952) Munk dotarł do autorów wspomnień zapisanych w książce należącej do literatury faktu, wydanej w 1935 i poświęconej warunkom życiowym chłopów u schyłku II Rzeczypospolitej. Jednak nierzadko szczerym wspomnieniom chłopów towarzyszył pompatyczny komentarz Karola Małcużyńskiego, który osłabiał wymowę artystyczną dzieła. Więcej swobody artystycznej Munk zachował przy reżyserii Kolejarskiego słowa (1953), dokumentu o trudzie kolejarzy. Kolejarskie słowo, choć zmyślnie wykorzystywało formułę produkcyjniaka (wyścig o przewóz koksu na czas), wyraźnie zdradzało inspirację klasycznym brytyjskim filmem dokumentalnym Nocna poczta (1936) Henry’ego Watta i Basila Wrighta. Dopiero Gwiazdy muszą płonąć (1954) o górnikach schodzących do szybu kopalni węgla, zrealizowane z udziałem Witolda Lesiewicza (późniejszego współpracownika Munka), przełamały konwencję socrealizmu. Świadczyła o tym przeoczona przez cenzurę obecność scen, w których bohaterowie dokumentu mówili do siebie bez ironii: „Szczęść Boże”.
Munk był także autorem dwóch pogodnych impresji półfabularnych. Niedzielny poranek (1955), ukazujący odbudowę powojennej Warszawy, był pierwszym filmem barwnym Munka, nakręconym na taśmie Agfacolor. Ostatni dokument Munka stanowił Spacerek staromiejski (1958), opowieść o dziewczynce przemierzającej warszawską Starówkę.

### Twórczość fabularna

#### Błękitny krzyż(1955)

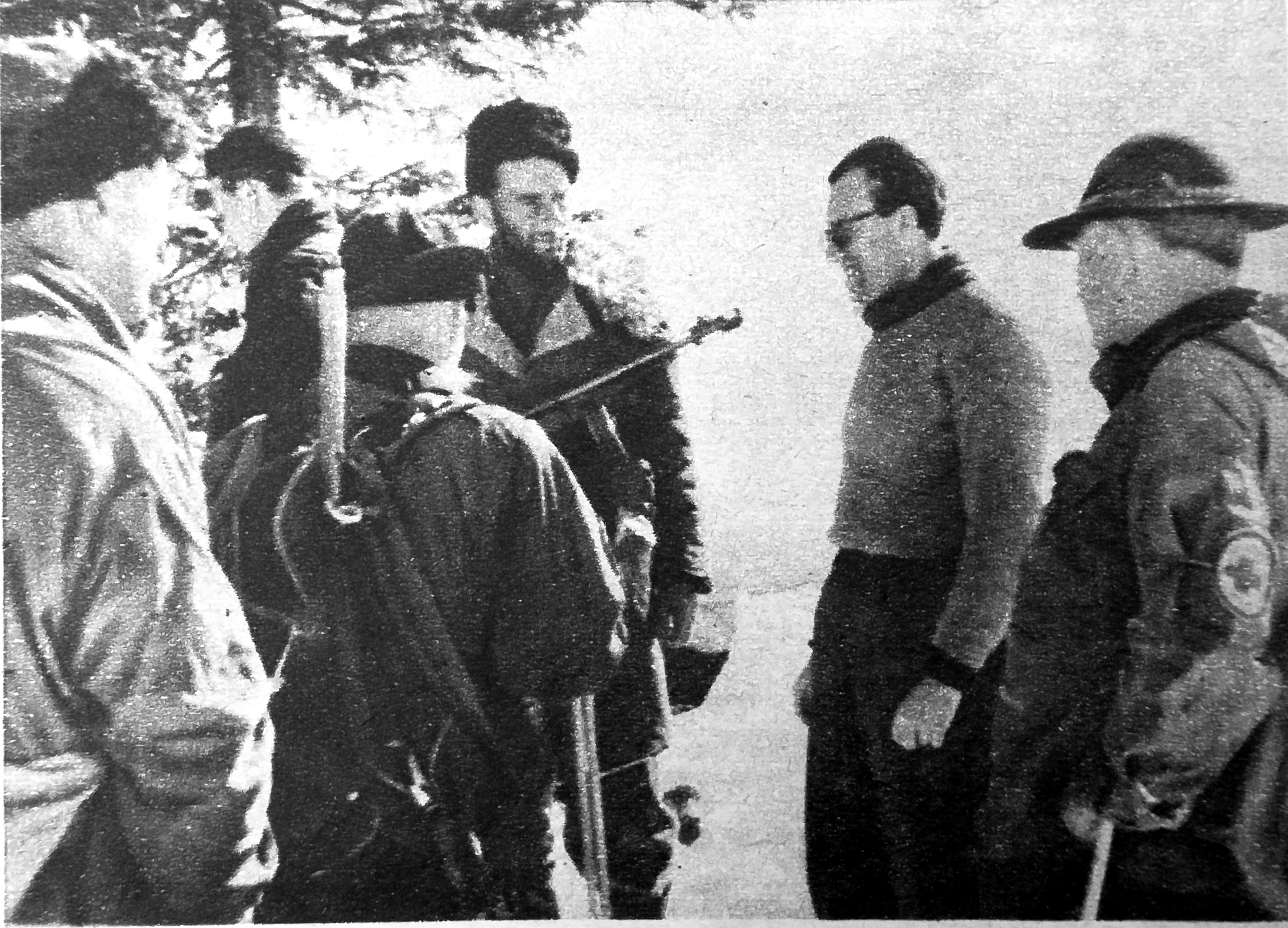
Andrzej Munk na planie filmu Błękitny krzyż, 1955

Pierwszym filmem fabularnym Munka, w którym jednak reżyser zachował paradokumentalny styl opowiadania, był Błękitny krzyż (1955). Rekonstrukcja akcji ratowniczej Tatrzańskiego Ochotniczego Pogotowia Ratunkowego podczas II wojny światowej powstała na podstawie opowiadania Adama Liberaka. Przy kręceniu Błękitnego krzyża Munk odwołał się do własnych doświadczeń jako robotnika i palacza kolejki linowej na Kasprowy Wierch. Dyskretnie komentowana przez narratora Gustawa Holoubka akcja filmu TOPR-u była możliwa do zrekonstruowania dzięki zaangażowaniu autentycznych zakopiańskich górali (między innymi Józefa Krzeptowskiego, Stanisława Gąsienicy-Byrcyna oraz Stanisława Marusarza). Za zdjęcia do filmu odpowiadał doświadczony operator Sergiusz Sprudin. Błękitny krzyż spotkał się pomimo wysiłków reżysera z chłodnym odbiorem, a Munk ostatecznie przyznał, że nie był zadowolony z rezultatu swojego pierwszego projektu fabularnego: „Błękitny krzyż przekonał mnie o niemożliwości pełnego ukazania przeżyć bohatera metodą dokumentalną”.

#### Człowiek na torze(1956)
W 1956 Munk otrzymał propozycję nakręcenia filmu według opowiadania Jerzego Stefana Stawińskiego pod tytułem Kanał. Początkowo przyjął tę propozycję i planował wykorzystać autentyczne plenery warszawskich kanałów. W czasie kręcenia zdjęć próbnych zszedł do jednego z nich, ale ostatecznie jednak zrezygnował z realizacji filmu, twierdząc iż „tam jest ciemno i potwornie śmierdzi. Nie da się tego oddać na ekranie”. Potem scenariusz Kanału nakręcił Andrzej Wajda, natomiast Munk podjął się zadania adaptacji innego opowiadania Stawińskiego, pod tytułem Tajemnica maszynisty Orzechowskiego. Film Człowiek na torze (1956) traktował o tajemniczej śmierci maszynisty (w tej roli wystąpił Kazimierz Opaliński) pod kołami pociągu i następującym po niej śledztwie, w trakcie którego ukazane zostają nieprawidłowości na kolei. Wyjątkowa na tle dotychczasowej polskiej kinematografii była narracja filmu. O ile wyrzucony z pracy za sprzeciw wobec przodownictwa pracy maszynista Orzechowski na początku jawił się jako sabotażysta, o tyle wraz z upływem czasu filmowego i kolejnymi zeznaniami kolejarzy okazywało się, że Orzechowski starał się w istocie uchronić pasażerów i kolegów z pracy przed tragicznym wypadkiem. Człowiek na torze przełamał schematy socrealizmu, a w opinii Tadeusza Lubelskiego był pierwszą w polskim kinie próbą rozrachunku z okresem stalinizmu. Za reżyserię filmu Munk otrzymał nagrodę Kryształowego Lwa na Międzynarodowym Festiwalu Filmowym w Karlowych Warach.

#### Eroica(1957)

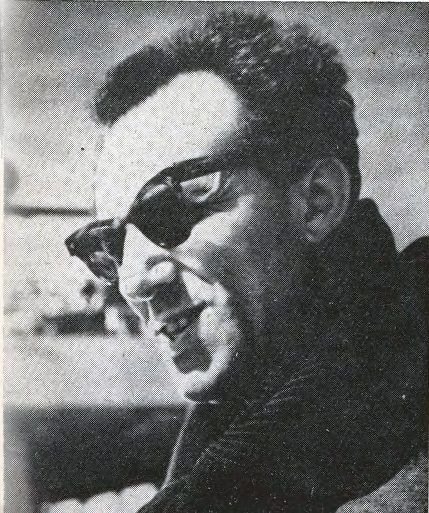
Andrzej Munk

Nakręciwszy Człowieka na torze, Munk otrzymał pozwolenie na adaptację kolejnego scenariusza Stawińskiego. Materiałem wyjściowym dla reżysera były trzy nowele Stawińskiego, z których tylko dwie – Węgrzy oraz Ucieczka – weszły w skład filmu wojennego pod tytułem Eroica (1957). Bohaterem pierwszej z nowel, nazwanej Scherzo alla Polacca, był warszawski cwaniak i spekulant Dzidziuś Górkiewicz (Edward Dziewoński), który podczas powstania warszawskiego negocjuje warunki współpracy między powstańcami a podmiejskim oddziałem węgierskim, gotowym do współpracy z Polakami. Ostatecznie pod wpływem nagłego impulsu decyduje się wrócić do Warszawy, idąc na pewną śmierć. Druga nowela, Ostinato lugubre, koncentrowała się na legendzie podtrzymywanej przez polskich żołnierzy przebywających w obozie jenieckim o polskim oficerze, który miał rzekomo uciec ze stalagu. Jednakże bohater legendy, w istocie ukrywany w obozie, nie jest w stanie udźwignąć ciężaru własnego mitu i popełnia samobójstwo. Eroica była odczytywana jako bezpośrednia odpowiedź na Kanał Wajdy, a także jako głos w dyskusji o polskim bohaterstwie i bohaterszczyźnie. Kontrowersje wzbudziła zwłaszcza scena, w której pijany Górkiewicz rzuca za siebie butelkę po alkoholu w niemiecki czołg, na co jego załoga reaguje śmiechem. Film Munka dzięki kunsztownej pracy operatorskiej Jerzego Wójcika, inspirowanej Obywatelem Kane’em (1941) Orsona Wellesa, został doceniony za granicą, otrzymując nagrodę FIPRESCI na argentyńskim festiwalu w Mar del Plata.

#### Zezowate szczęście(1960)
W 1959 Munk zlecił Stawińskiemu napisanie scenariusza do filmu, który prześmiewczo potraktowałby realia Polski lat 50. XX wieku. Stawiński napisał jednak znacznie obszerniejszy scenariusz, opublikowany pod nazwą Sześć wcieleń Jana Piszczyka, w którym zawarł się komentarz do polskiej historii od rządów sanacji w latach 30., przez II wojnę światową, po mroczne lata stalinizmu. Bohaterem Zezowatego szczęścia (1960) jest polski konformista Jan Piszczyk (Bogumił Kobiela), próbujący nieudolnie dostosować się do każdej sytuacji politycznej w ciągu ćwierćwiecza historii Polski. Szyderczy ton Zezowatego szczęścia wzbudził kontrowersje wśród krytyków: Andrzej Kijowski oburzał się, iż reżyser przedstawił w filmie postać „bohatera naszej tragicznej historii, a zarazem łajdaka ośmieszającego tę historię”; krytyce podlegało również przemieszanie elementów tragicznych i komicznych, które dawało „efekt pewnej dysharmonii, jakby Chaplina przeplatano Clairem, a Tatiego – Caprą” (Jerzy Płażewski). Dopiero po latach dostrzeżono w Zezowatym szczęściu odniesienia do groteski Witolda Gombrowicza, a Marek Hendrykowski pokusił się o stwierdzenie, że to właśnie dzięki syntetycznemu ukazaniu losów Polski „tragikomedia Munka [...] nabiera fenomenalnej nośności”.

#### Pasażerka(1963) oraz śmierć

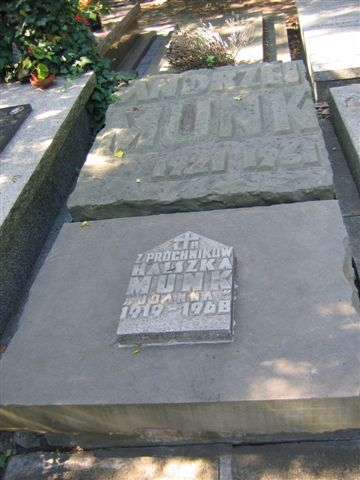
Nagrobek Andrzeja Munka na cmentarzu Wojskowym na Powązkach w Warszawie

W 1960 Munk zrealizował widowisko telewizyjne Pasażerka na podstawie słuchowiska radiowego Pasażerka z kabiny 45 (1959) Zofii Posmysz; nosił się również z adaptacją filmową słuchowiska. Bohaterkami filmowej Pasażerki są więźniarka (Anna Ciepielewska) oraz strażniczka obozu Auschwitz-Birkenau (Aleksandra Śląska), prowadzące ze sobą pojedynek psychologiczny, w którym więźniarka nie pozwala się zdominować władczej strażniczce. Akcja filmu na drugim planie opowiadana jest z perspektywy tej drugiej, która po latach na pokładzie transatlantyku dostrzega postać przypominającą jej dawną ofiarę. Munk rozpoczął realizację filmu w 1961, kręcąc sceny w Oświęcimiu oraz na transatlantyku „Batory”. Prace przerwała jednak tragiczna śmierć Munka w wypadku samochodowym pod Łowiczem 20 września 1961. Munk jadąc fiatem 600 zderzył się z ciężarówką Star 20, na skrzyżowaniu w miejscowości Kompina i został ciężko ranny. Zgon reżysera stwierdzono o godzinie 23 w szpitalu w Łowiczu. Uroczysty pogrzeb odbył się trzy dni później na cmentarzu Wojskowym na Powązkach w Warszawie (kwatera A4-2-2).
Dwa lata poszukiwano reżysera, który mógłby dokończyć materiał zdjęciowy do Pasażerki. Po wahaniach ekipa filmowa pod egidą Witolda Lesiewicza zdecydowała się na pokazanie widzom w 1963 nieukończonej wersji filmu, opatrzonej komentarzem Wiktora Woroszylskiego (wygłoszonym przez Tadeusza Łomnickiego). Premiera Pasażerki odbyła się 20 września 1963, dokładnie w drugą rocznicę śmierci Andrzeja Munka. Za granicą film zdobył szczególny rozgłos, otrzymując nagrodę FIPRESCI na festiwalu w Cannes i stając się jednym z najważniejszych dzieł polskiej szkoły filmowej. Francuski reżyser Jean-Luc Godard miał powiedzieć, że to jedyny prawdziwy film o hitlerowskich obozach koncentracyjnych.

### Działalność pedagogiczna
W 1957 Munk został zatrudniony przez Romana Wójtowicza jako wykładowca w Państwowej Wyższej Szkole Filmowej w Łodzi. Wśród jego podopiecznych znajdowali się między innymi: Roman Polański, Henryk Kluba, Jerzy Skolimowski oraz Krzysztof Zanussi, których pierwsze etiudy objął opieką pedagogiczną. W pamięci potomnych zapisał się jako człowiek zdystansowany wobec studentów, krytyczny wobec ich pomysłów, a zarazem szczery. Jak wspominał Zanussi, „na moich oczach zaczął kręcić Pasażerkę, opowiadał nam o swoich kłopotach i problemach na planie. Do głębi rozumiał, co robił i przyzwyczaił mnie do myśli, że można rozumieć przynajmniej postawy tego zawodu. Byliśmy wobec siebie wprost bezlitośnie uczciwi”.

## Życie prywatne
W 1946 Munk poślubił w Warszawie Halszkę Joannę Próchnik (1919–1968), córkę działacza socjalistycznego Adama Próchnika. Podobnie jak jej mąż, Halszka była słabego zdrowia, lecz udzielała się mimo to jako filantropka pracująca w tygodniku „Kobieta i Życie”. Zmarła sześć lat po tragicznej śmierci męża. Spoczęła obok Andrzeja Munka na cmentarzu Wojskowym na Powązkach.
Interesował się muzyką poważną i jazzem. Miał sporą kolekcję płyt, a do jego ulubionych kompozytorów należeli: Johann Sebastian Bach, Georg Friedrich Händel i Siergiej Prokofjew. Miał wyznać, że gdyby nie był filmowcem, zostałby dyrygentem. Zbierał również proste instrumenty takie jak fujarki i okaryny. Często podróżował, regularnie wysyłając pocztówki do swojej żony.

## Styl filmowy i spuścizna

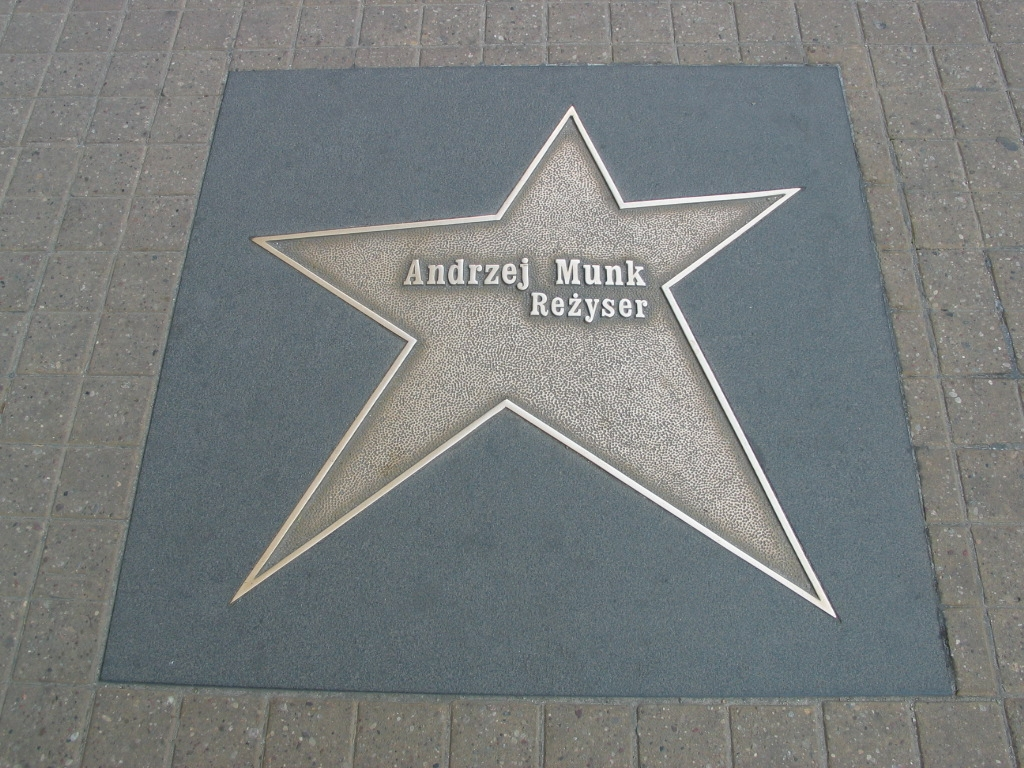
Gwiazda Andrzeja Munka w łódzkiej Alei Gwiazd, odsłonięta 4 października 2005

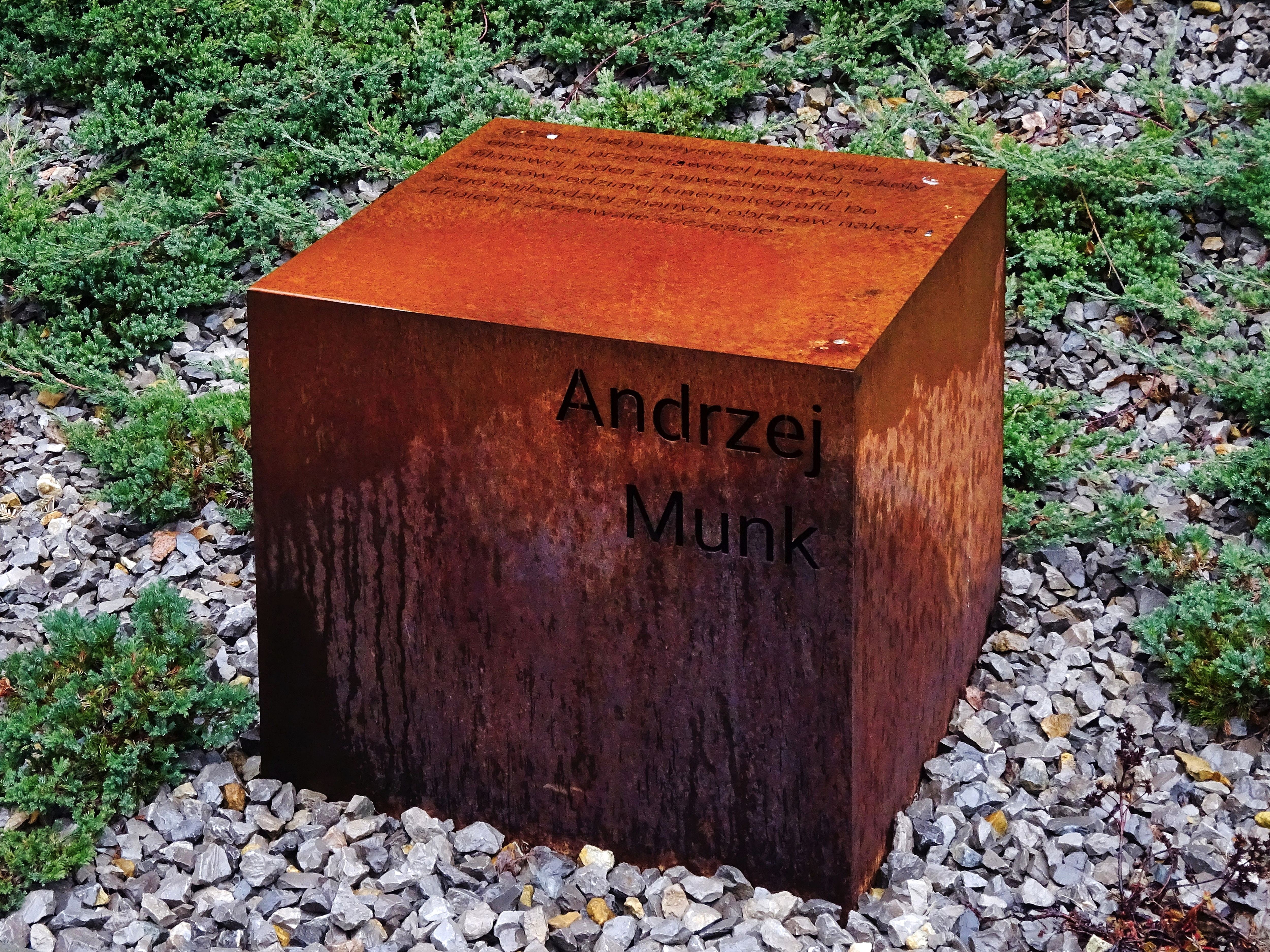
Pomnik-sześcian upamiętniający Andrzeja Munka na osiedlu Wizjonerów w Krakowie

Jakkolwiek Andrzej Munk zaczynał swą karierę jako twórca socrealistyczny, jego dokumenty były dobrze oceniane pod względem artystycznym ze względu na dbałość o dramaturgię i ukazanie bardziej ludzkiego oblicza robotników niż w typowych filmach z epoki. W dziedzinie filmów fabularnych Munk wraz z Andrzejem Wajdą stworzył podwaliny polskiej szkoły filmowej. Obaj reżyserzy byli sobie przeciwstawiani pod względem stylu filmowego – Wajda miał uosabiać „romantyka”, natomiast Munk poczytywany był za przedstawiciela racjonalizmu, choć z czasem ów dualizm był podawany w wątpliwość. Celem Munka było poszukiwanie racjonalności w ludzkich wyborach i krytyka nieprzydatnych w danej sytuacji zachowań człowieka. Po na wskroś współczesnym Człowieku na torze (1956) reżyser podejmował głównie tematykę II wojny światowej, przechodząc od ironii wobec pomnikowego wizerunku powstańców (w Eroice, 1957), przez analizę trzech etapów historii Polski współczesnej (w Zezowatym szczęściu, 1960), po rekonstrukcję tragedii obozu koncentracyjnego w Auschwitz (w Pasażerce, 1963). Adam Bingham w twórczości fabularnej Munka dostrzegł dwa wyróżniki: „z jednej strony jest to rola losu, przypadku i okoliczności w kształtowaniu indywidualnej podmiotowości, sprawczości, działalności i tożsamości osobistej, z drugiej zaś strony – przepaść między fasadą a rzeczywistością, między obrazem, mitem a prawdą”.
Munk, który wprowadził do polskiego kina tragifarsę, jako reżyserów mających nań największy wpływ wskazywał Charliego Chaplina, Johna Forda, Orsona Wellesa, Akirę Kurosawę, Luisa Buñuela tudzież Federica Felliniego, cenił sobie również Réné Claira. Nie przepadał natomiast za filmami artystycznymi w manierze Ingmara Bergmana oraz Michelangela Antonioniego, a wielokrotnie podkreślał, że jego celem jest tworzenie filmów znajdujących kontakt z widownią: „jeżeli film o wysokim poziomie artystycznym nie ma powodzenia – oznacza to, że jednak coś nie jest w porządku z tym filmem”. Nie deklarował wyniosłości wobec widowni, twierdząc, że „twórca żyje normalnym życiem społeczeństwa”. Taka postawa nie oznaczała jednak schlebiania powszechnym poglądom publiczności. W twórczości Munka odnajdywano polemikę z heroicznym mitem „polskiej donkiszoterii”, z zastrzeżeniem, że bohaterowie filmów autora Eroiki nie są w stanie całkowicie z tym mitem zerwać. Przykładem jest postać Dzidziusia Górkiewicza z Eroiki, który pchany instynktem narodowym cały czas wraca do powstańczej Warszawy, choć oznacza to dlań narażenie się na śmierć. Pod tym względem twórczość fabularna Munka była porównywana z dziełami literackimi Witolda Gombrowicza; niekiedy reżysera nazywano też powojennym Stańczykiem sztuki filmowej.
Andrzej Munk był jednym z najbardziej wpływowych twórców polskiej szkoły filmowej. Na jego twórczości wzorowali się między innymi Kazimierz Kutz (Krzyż Walecznych, 1958), Krzysztof Kieślowski (Personel, 1975; Przypadek, 1981) oraz Marek Koterski (Dom wariatów, 1984; Dzień świra, 2002; Wszyscy jesteśmy Chrystusami, 2006), którzy podejmowali w swych filmach temat konformizmu spod znaku postaci Piszczyka oraz ciężaru mitologii narodowej.

## Filmografia

### Filmy dokumentalne
- 1949:

Na straży pokoju. Kongres kombatantów (operator)
- 1950:

Zaczęło się w Hiszpanii
Sztuka młodych
- 1951:

Nauka bliżej życia
Kierunek – Nowa Huta!
Bajka
- 1952: Pamiętniki chłopów
- 1953: Kolejarskie słowo
- 1954: Gwiazdy muszą płonąć
- 1955: Niedzielny poranek
- 1958:

Spacerek staromiejski
Con bravura
- 1959: Polska Kronika Filmowa nr 52 A-B/1959

### Filmy fabularne
- 1955: Błękitny krzyż
- 1956: Człowiek na torze
- 1957: Eroica
- 1960: Zezowate szczęście
- 1963: Pasażerka

### Spektakle telewizyjne
- 1959: Wieczory generalskie
- 1960: Pasażerka
- 1961: Arlekinada

## Ordery i odznaczenia
Za swoje zasługi artystyczne w 1959 Munk został odznaczony Krzyżem Kawalerskim Orderu Odrodzenia Polski.

## Nagrody i nominacje
| Rok  | Festiwal Filmowy                                   | Nagroda / kategoria                 | Za                 | Wynik     |
| ---- | -------------------------------------------------- | ----------------------------------- | ------------------ | --------- |
| 1955 | Festiwal Filmowy w Cannes                          | Najlepszy film krótkometrażowy      | Niedzielny poranek | Nominacja |
| 1955 | Międzynarodowy Festiwal Filmowy w Wenecji          | Brązowy Medal                       | Błękitny krzyż     | Wygrana   |
| 1955 | Międzynarodowy Festiwal Filmowy w Wenecji          | Złoty Lew                           | Błękitny krzyż     | Nominacja |
| 1957 | Międzynarodowy Festiwal Filmowy w Karlowych Warach | Kryształowy Globus                  | Człowiek na torze  | Wygrana   |
| 1957 | Międzynarodowy Festiwal Filmowy w Mar del Plata    | Nagroda FIPRESCI                    | Eroica             | Wygrana   |
| 1960 | Międzynarodowy Festiwal Filmowy w Edynburgu        | Dyplom uznania                      | Zezowate szczęście | Wygrana   |
| 1960 | Festiwal Filmowy w Cannes                          | Złota Palma                         | Zezowate szczęście | Nominacja |
| 1964 | Międzynarodowy Festiwal Filmowy w Wenecji          | Nagroda Włoskich Krytyków Filmowych | Pasażerka          | Wygrana   |
| 1964 | Festiwal Filmowy w Cannes                          | Nagroda FIPRESCI                    | Pasażerka          | Wygrana   |
| 1964 | Festiwal Filmowy w Cannes                          | Specjalne Wyróżnienie Honorowe Jury | Pasażerka          | Wygrana   |
| 1964 | Festiwal Filmowy w Cannes                          | Złota Palma                         | Pasażerka          | Nominacja |

## Upamiętnienie
Od 1965 PWSFTviT przyznaje nagrodę jego imienia dla najlepszych debiutantów; otrzymali ją m.in. Jerzy Skolimowski za Walkower (1965), Andrzej Żuławski za Trzecią część nocy (1971), Krzysztof Kieślowski za Personel oraz Piotr Szulkin za film Golem (1980). W 2008 powstało Studio „Młodzi i Film” im. Andrzeja Munka działające przy Stowarzyszeniu Filmowców Polskich, produkujące filmy krótkometrażowe oraz pełnometrażowe debiuty fabularne. Imię Munka od 2010 nosi także jeden z pociągów InterRegio.